# Yórgos Kolokythás
Geórgios Kolokythás (en grec : Γεώργιος Κολοκυθάς), plus connu sous le nom d’Yórgos Kolokythás (Γιώργος Κολοκυθάς), est un ancien joueur grec de basket-ball né le 2 novembre 1945 et mort le 2 mars 2013.

## Carrière
Il a été joueur au Sporting BC et notamment au Panathinaikos. C'est avec ce club qu'il a gagné quatre championnats de Grèce en 1967, 1969, 1971, et 1972. En 1969, il atteint la demi-finale de la coupe des vainqueurs de coupe, stade qu'il atteint également en coupe des champions en 1972.
Dans le championnat grec, il a marqué 3 529 points au cours de sa carrière. Lors des années 1964, 1966 et 1967 il est le meilleur marqueur du championnat grec.

## Championnat grec
Avec l'équipe nationale de Grèce, il a participé à 90 matchs et a marqué 1 807 points. Il a participé à 25 rencontres de championnat d'Europe avec la nationale grecque et a marqué 492 points.
En 1967, au cours du championnat européen à Helsinki, il est le meilleur marqueur de la compétition en marquant au total 206 points.
Il renouvelle cette performance lors du Eurobasket 1969, à Kazerta, il fut aussi premier marqueur avec 159 points.
Le 4 mai 1971 il se retire de l'équipe nationale grecque après avoir marqué 35 points contre l'Écosse.
Après sa carrière en tant que joueur, il est devenu président de la nationale grecque.